# Restonica
Pour les articles homonymes, voir Restonica (homonymie).
La Restonica est une rivière française qui coule dans le département de la Haute-Corse (région Corse), sur la commune de Corte, et un affluent droit du fleuve côtier le Tavignano.

## Origine du nom
Une légende corse raconte qu'il y a plusieurs milliers d'années, la Corse a connu une très grande sécheresse. Toutes les rivières ont été asséchées sauf une. On a alors dit d'elle qu'elle « reste unique » (resta unica en langue corse), qui est devenu Restonica.

## Géographie
La longueur de son cours d'eau est de 18,1 km.
La Restonica prend sa source à 2 km à l'ouest du Monte Rotondo (2 622 m), à l'altitude 1 711 mètres, comme émissaire du lac de Melo.
La confluence avec le Tavignano s'effectue dans la ville de Corte même, à l'altitude 389 mètres.

### Commune et canton traversés
Entièrement dans le département de la Haute-Corse, la Restonica traverse la seule commune de Corte et donc un seul canton, celui de Corte, dans l'arrondissement de Corte. L'eau courante de Corte provient d’ailleurs de la Restonica.

### Bassin versant
La commune de Corte a une superficie de 149 km2.

### Organisme gestionnaire
L'organisme gestionnaire est le Comité de bassin de Corse, depuis la loi corse du 22 janvier 2002.

## Affluents

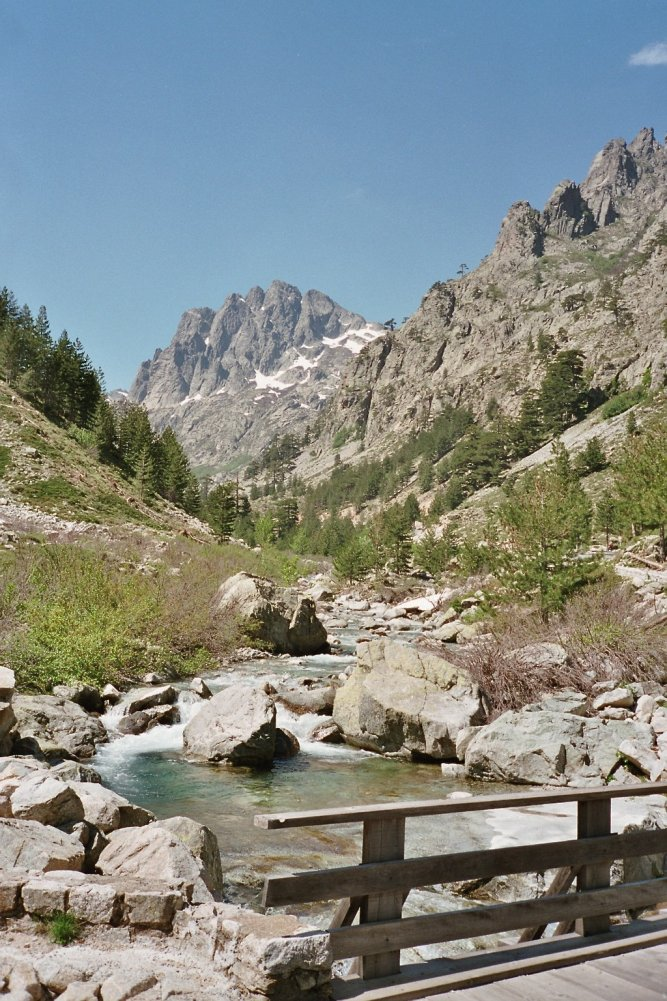
Gorges de la Restonica.

La Restonica a quinze ruisseaux affluents contributeurs référencés :
- ruisseau de Rinoso (rd[note 1]), 2,1 km entièrement sur Corte, et venant du lac de Rinoso (2 065 m)
- ruisseau de Camorrette (rg), 1,1 km entièrement sur Corte
- ruisseau de Cavacciole (rd), 1,6 km entièrement sur Corte, et venant du lac de Cavacciole (2 015 m) et du lac de Scapuccioli (2 338 m)
- ruisseau de Grottelle (rg), 1,2 km entièrement sur Corte, descendant de la Cima San Gavino (2 222 m)
- ruisseau de Valdaniello (rd), 1,7 km entièrement sur Corte, descendant du Punta Grotelle (2 277 m)
- ruisseau de Renelluccio (rd), 1,2 km entièrement sur Corte
- ruisseau de Pozzi (rg), 2,1 km entièrement sur Corte
- ruisseau de Castelli (rg), 2,5 km entièrement sur Corte, descendant du Punta di Castelli (2 180 m)
- ruisseau Timozzo (rd) 4 km, entièrement sur Corte, ayant traversé le lac de l'Oriente (2 061 m) et s'appelant en partie haute le ruisseau de Lomento
- ruisseau Frasseta, 2 km (rd), entièrement sur Corte
- ruisseau de Rivisecco (rd) 7 km, entièrement sur Corte, descendant du Punta da i Ciotti (2 379 m) et par sa partie haute s'appelant aussi le ruisseau de Pozzolo, vient du lac de Pozzolo (2 300 m environ) et du Monte Rotondo (2 622 m)
- ruisseau Bravino (rd) 4,8 km et 2 affluents, entièrement sur Corte
- ruisseau de Sorbello (rg) 2,1 km, entièrement sur Corte
- ruisseau de Figarella (rd), 3,4 km entièrement sur Corte
- ruisseau de Nucario (rd), 2,7 km entièrement sur Corte, venant du Monte Corbaia (1 871 m)

### Rang de Strahler
Le rang de Strahler est de trois.

## Aménagements et écologie

### Tourisme
Les gorges de la Restonica sont des lieux d'excursions bien connus des touristes qui veulent se rendre aux lacs de Melo et Capitello. Il y a quelques années, des incendies ont détruit une partie de la forêt située sur le versant oriental de ce torrent. Une route étroite, la D 623, le longe jusqu'à la bergerie de Grottelle, mais l'accès est réglementé à partir d'un camping situé sur la rive droite au bord de la rivière en saison estivale, en raison de l'affluence et pour limiter le nombre de véhicules admis car les croisements et le stationnement sont délicats.
Récemment, des intempéries ont causé d'importants dégâts à la route D 623 :
- nuit du 9 au 10 février 2014, destruction du pont du Lamaghjosu, ou pont de Grottelle, peu avant d'atteindre la bergerie de Grottelle. Ce sinistre a été causé par une avalanche qui a entraîné un glissement de terrain provoquant la constitution d’un barrage. En cédant, une vague a emporté l'ouvrage sur la Restonica.
- le 20 décembre 2016, à la suite de très fortes précipitations, une crue subite du ruisseau d’E Canicce[note 2] a détruit le pont du même nom situé à proximité du camping de Tuani.

## Galerie

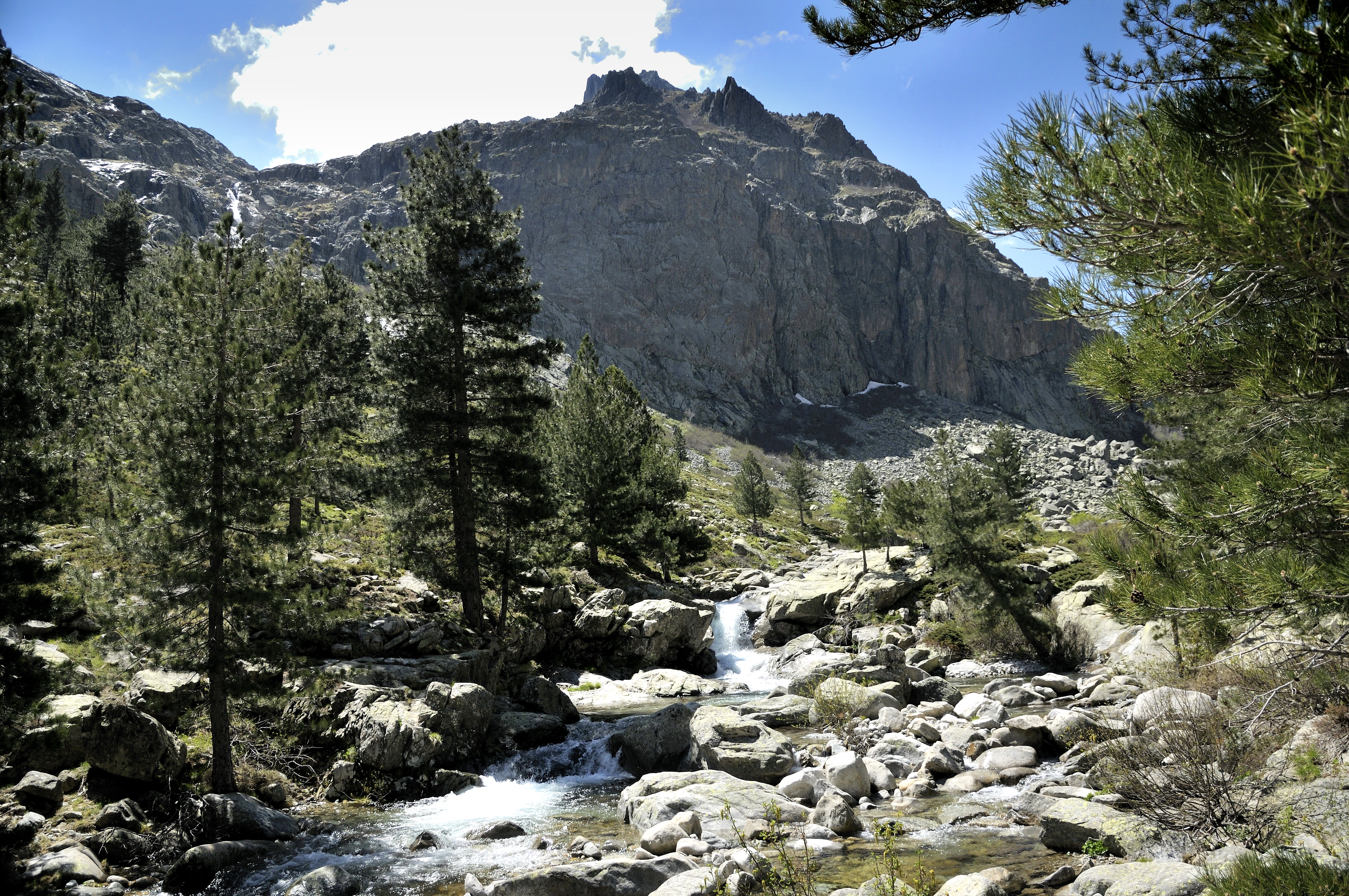
La vallée.
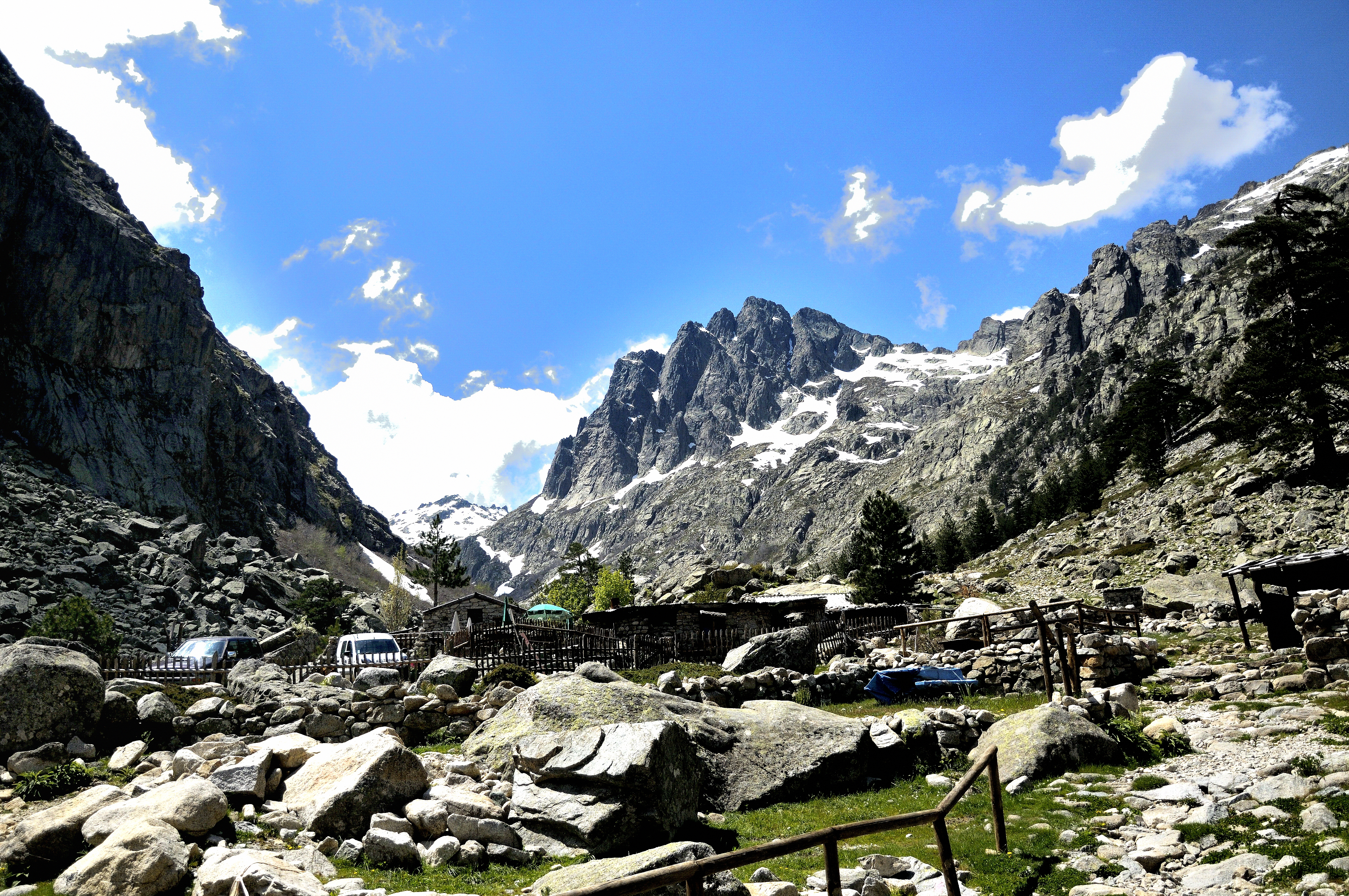
Le Lombarduccio (2 261 mètres) dominant le lac de Melu.
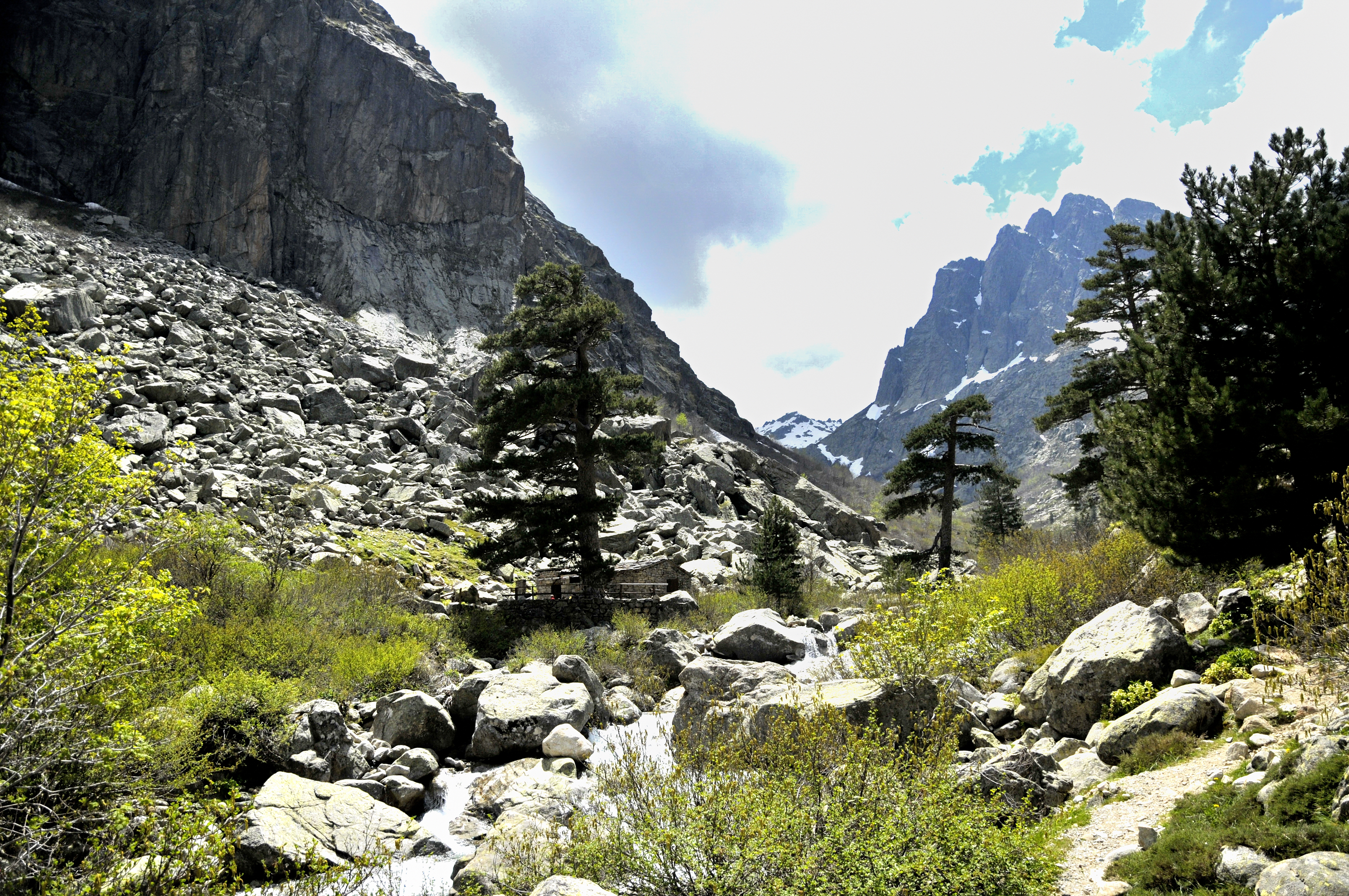
Bergeries de Grottelle.
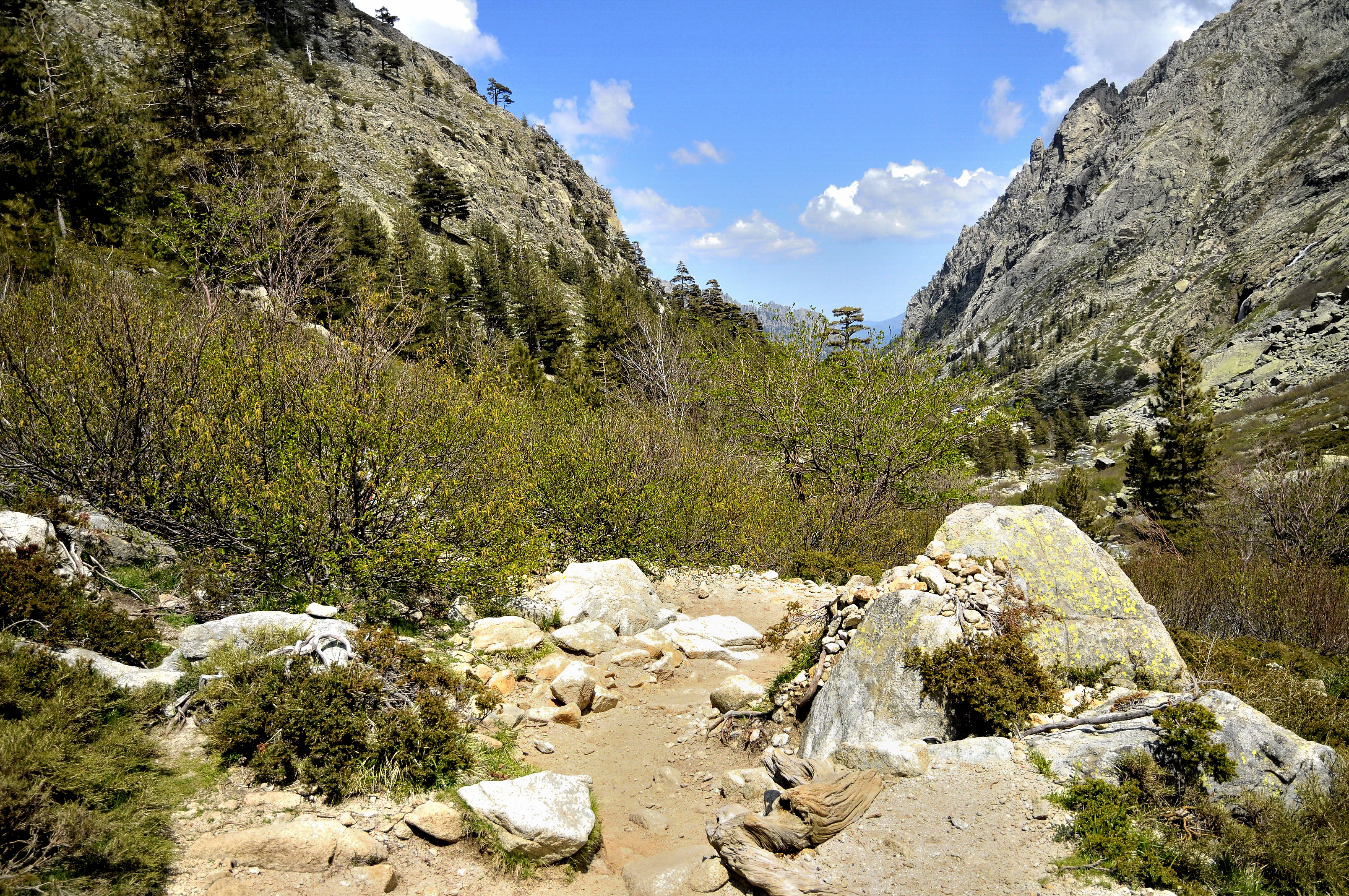
Le sentier de randonnée menant au lac de Melo.
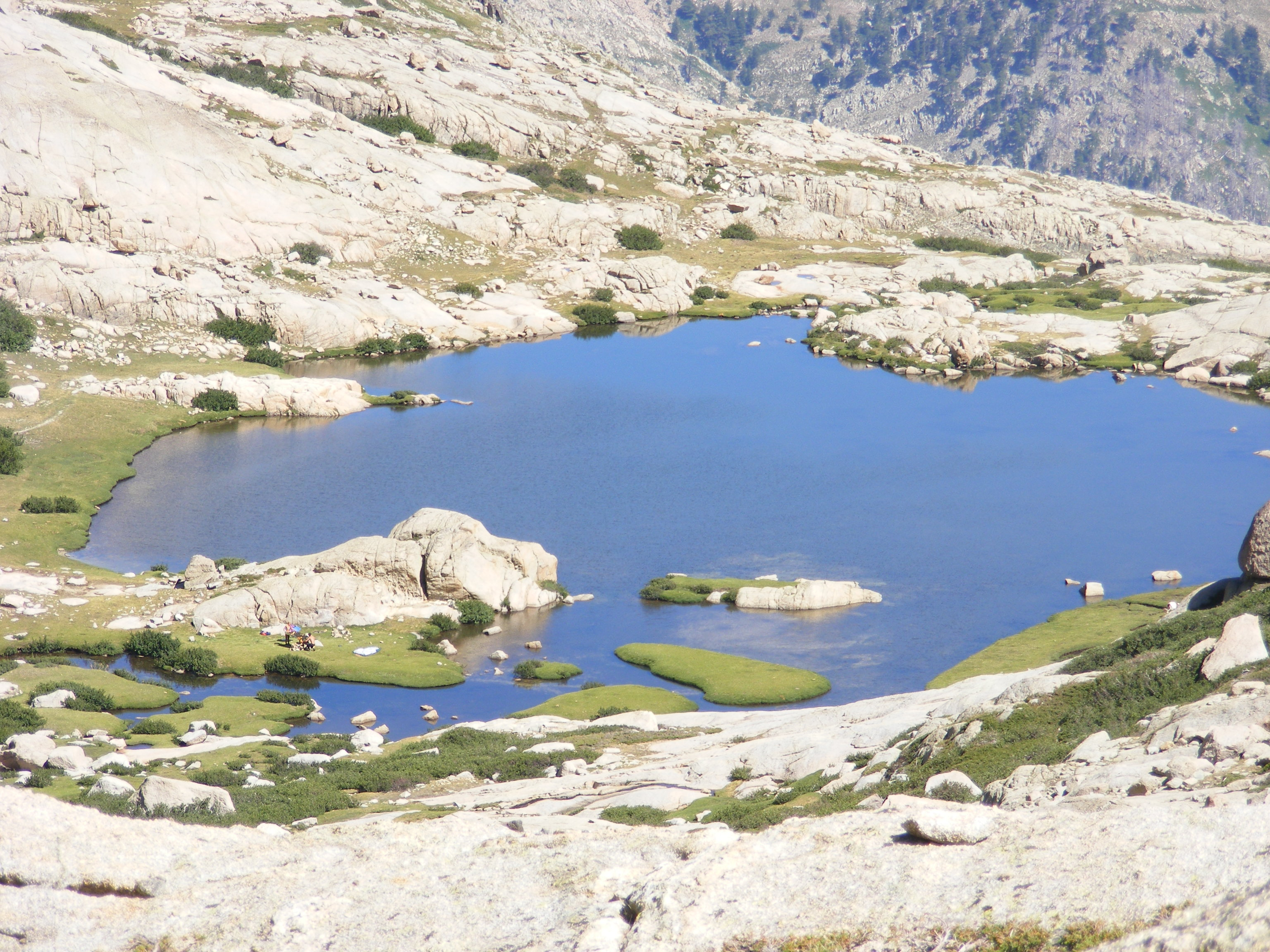
Lac de l'Oriente.
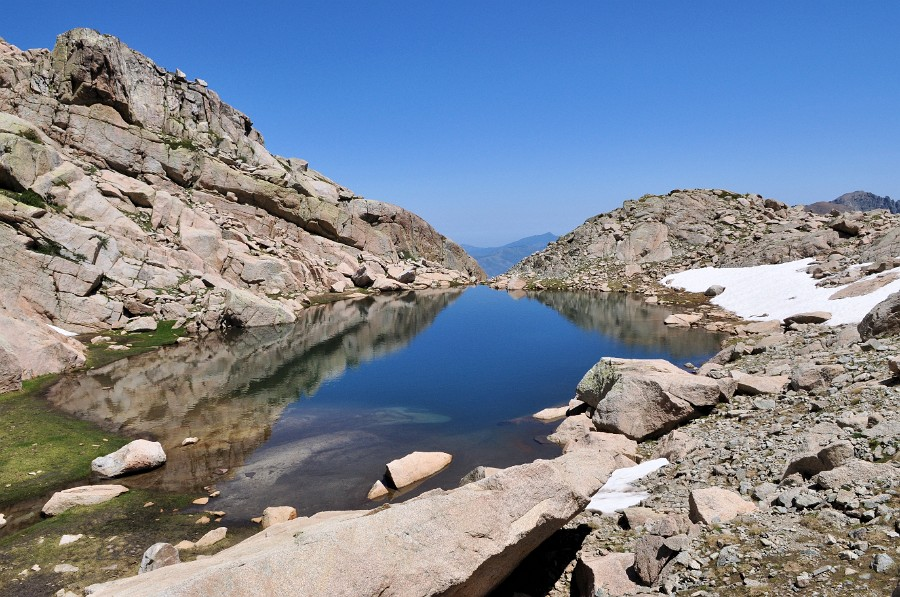
Lac de Pozzolo.
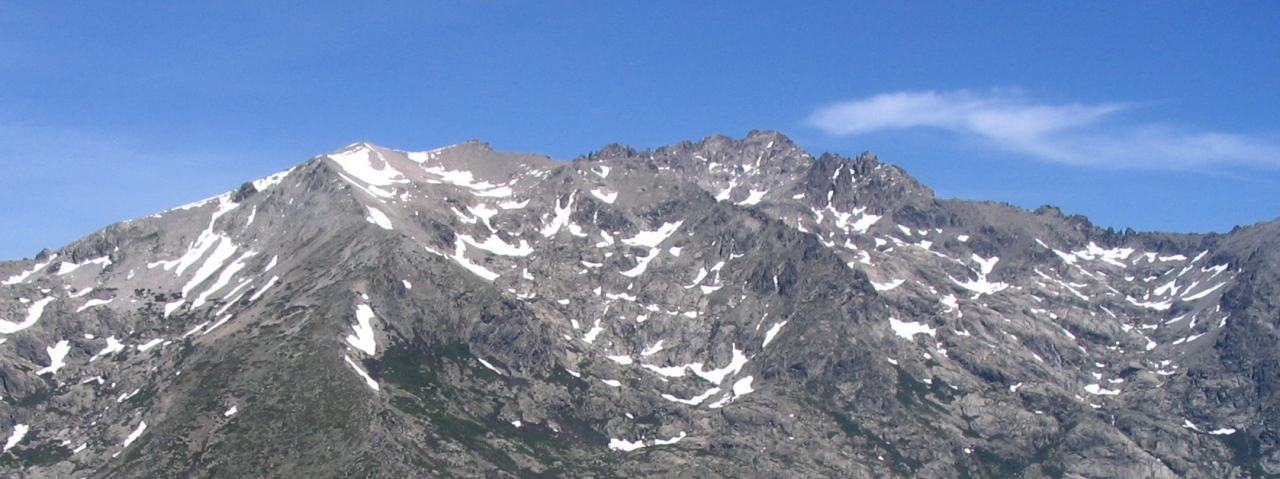
Monte Rotondo.